# 馬里安曼

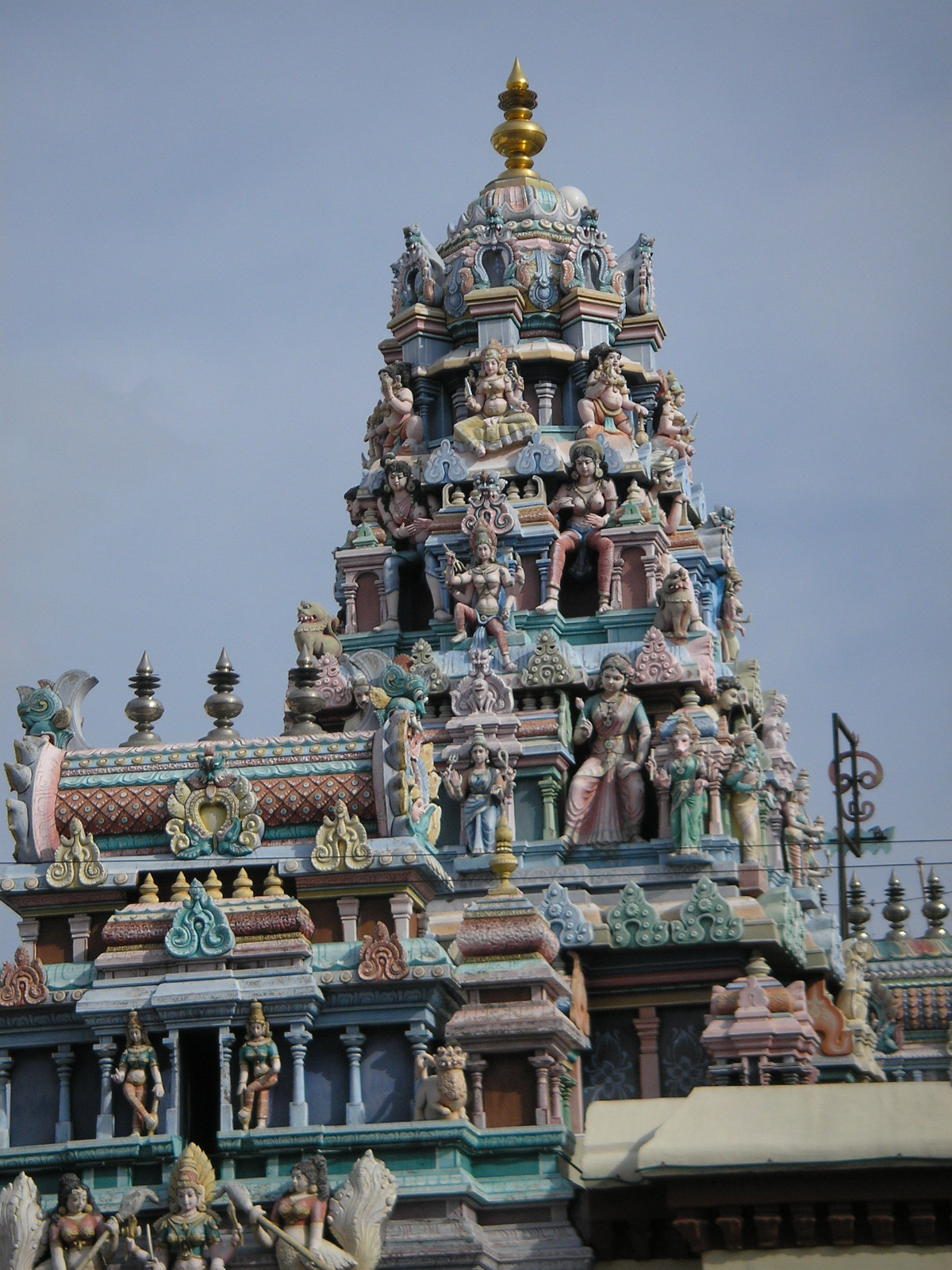
位於檳城的馬里安曼寺廟

馬里安曼 (坦米爾語: மாரியம்மன்) 或稱 馬阿里安曼 (மாரியம்மா) 及 安曼 (அம்மன்)，是流行於南印度泰米尔纳德邦、卡纳塔克邦及安得拉邦等地司雨水的女神。她發源自原德拉威族的信仰，但亦有一說她與女神雪山神女及难近母有很深的關聯性。